# MuseScore.com
Ne doit pas être confondu avec MuseScore Studio.
 (mai 2025).
MuseScore.com est un site web communautaire permettant de partager et consulter des partitions musicales. Lancé en 2010, il est racheté en 2017 avec MuseScore Studio par Ultimate Guitar (devenu Muse Group en 2021).
MuseScore regroupe une large communauté en ligne en pleine expansion, accessible via le site web musescore.com et l'application mobile MuseScore. La musique créée grâce à MuseScore Studio (compositions originales, arrangements ou transcriptions de morceaux publiés ailleurs) peut y être partagée avec le reste de la communauté si l'utilisateur le souhaite (cela n'est pas exigé). Cette très grande bibliothèque de partitions en ligne est ainsi enrichie en permanence par des amateurs et des professionnels. D'après la page d'accueil du site, c'est la plus grande bibliothèque de partitions musicales en ligne.
Un abonnement « Pro » payant permet de télécharger un nombre illimité de partitions.
L'un des membres du site, ClassicMan, a notamment réédité l'intégralité du Clavier bien tempéré de Jean-Sébastien Bach et des sonates pour piano de Ludwig van Beethoven.
L'application mobile MuseScore permet de consulter les partitions du site, mais pas d'en importer.

## Identité visuelle

Premier logo (2011).
Logo depuis 2024.